# Sulzbach-Rosenberg
Sulzbach-Rosenberg é uma cidade da Alemanha localizado no distrito de Amberg-Sulzbach, região administrativa de Alto Palatinado (Oberpfalz), estado de Baviera.